# Desoxyaldosen
| Desoxyaldose und „normale“ Aldose im Vergleich |
| Die Desoxyaldose Fucose [in der Fischer-Projektion (offene Darstellung)] enthält in der 6-Stellung eine Hydroxygruppe weniger als die „normale“ Aldose, hier Galactose (unten). |
| Zum Vergleich eine „normale“ Aldose, hier Galactose, in der Fischer-Projektion (offene Darstellung)                                                                             |

Desoxyaldosen sind Aldosen, bei denen eine oder seltener auch mehrere Hydroxygruppen durch Wasserstoffatome ersetzt wurden. Desoxyaldosen kommen meist nicht frei, sondern glycosidisch gebunden vor. In den Aldosen fehlt dabei entweder eine primäre oder eine sekundäre Hydroxygruppe. Die häufigste 6-Desoxyaldose ist die L-Rhamnose (6-Desoxy-L-mannose). In den Blutgruppensubstanzen findet sich L-Fucose (6-Desoxy-L-galactose). In der Natur findet man auch Methylether von Methylosen, z. B. die in Arzneistoffen enthaltene D-Digitalose (6-Desoxy-3-O-methyl-D-galactose).

## Desoxyribonucleinsäure
Die wichtigste Desoxyaldose ist chemisch gebunden in den Desoxyribonucleinsäuren (DNA) die 2-Desoxy-D-ribose (2-Desooxy-D-erythro-pentose) mit einer „fehlenden“ sekundären Hydroxygruppe.